# Antergos

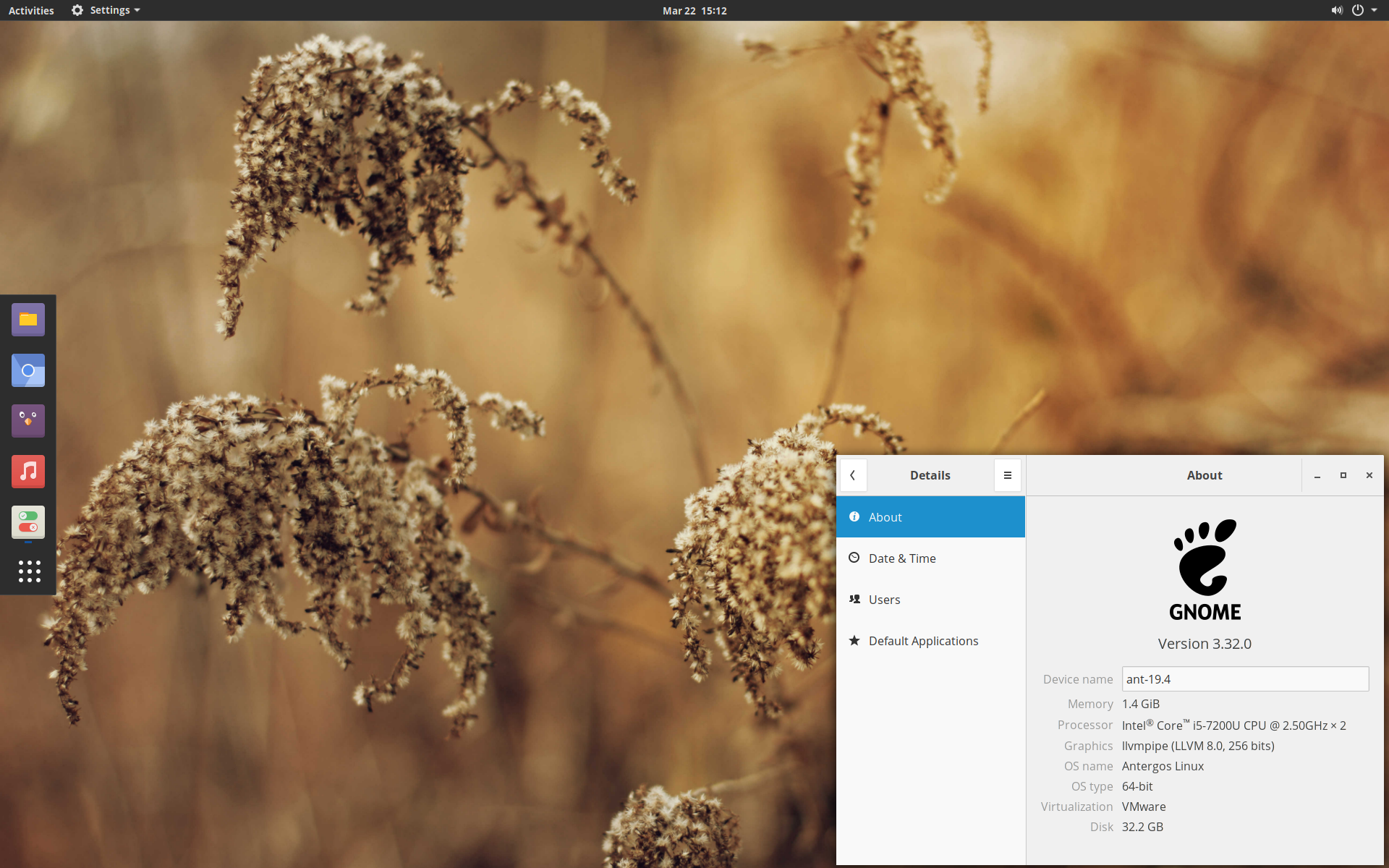
Antegros s prostředím GNOME.

Antergos (dříve Cinnarch) je linuxová distribuce založená na distribuci Arch Linux. Jako výchozí desktopové prostředí obsahuje GNOME 3, lze ale používat také Cinnamon, Razor-qt a Xfce. První verze byla vydána v červenci 2012 pod názvem Cinnarch a v květnu 2013 byl systém Antergos mezi 30 nejpopulárnějšími linuxovými distribucemi (podle serveru Distrowatch). Galicijské slovo Antergos (znamenající předkové) bylo zvoleno „jako spojení mezi minulostí a budoucností“. V červnu 2019 byl vývoj ukončen, ale o několik měsíců se projektu chopili noví lidé, a nyní je znám jako Endeavour OS. Endeavour OS se ale trochu liší například tím, že místo instalátoru Cnchi byl použit Calamares.